# Tschechoslowakische Fußballnationalmannschaft
Die tschechoslowakische Fußballnationalmannschaft (tschechisch Československá fotbalová reprezentace) existierte von 1920 bis 1993 als Auswahl des Fußballverbandes der Tschechoslowakei.
Ihre größten Erfolge waren der Gewinn der Europameisterschaft 1976, zwei Vize-Weltmeisterschaften (1934 und 1962), der Olympiasieg 1980 sowie der zweite Platz bei dem olympischen Fußballturnier 1964.

## Teilnahmen an der Fußball-Weltmeisterschaft
Die tschechoslowakische Fußballnationalmannschaft nahm achtmal an einer Weltmeisterschaft teil. Dabei wurde sie zweimal Vizeweltmeister.
| Jahr | Gastgeberland | Teilnahme bis …    | Letzte(r) Gegner                     | Ergebnis        | Trainer         | Bemerkungen und Besonderheiten |
| ---- | ------------- | ------------------ | ------------------------------------ | --------------- | --------------- | --- |
| 1930 | Uruguay       | nicht teilgenommen |                                      |                 |                 | |
| 1934 | Italien       | Finale             | Italien                              | Vizeweltmeister | Karel Petrů     | Oldřich Nejedlý Torschützenkönig |
| 1938 | Frankreich    | Viertelfinale      | Brasilien                            | 5.              | Josef Meissner  | Aus im Wiederholungsspiel |
| 1950 | Brasilien     | nicht teilgenommen |                                      |                 |                 | |
| 1954 | Schweiz       | Vorrunde           | Uruguay, Österreich                  | 14.             | Karol Borhy     | |
| 1958 | Schweden      | Vorrunde           | Nordirland, Deutschland, Argentinien | 9.              | Karel Kolský    | Im Entscheidungsspiel an Nordirland gescheitert Das 6:1 gegen Argentinien ist eine der höchsten Niederlagen Argentiniens und der höchste Sieg der Tschechoslowakei bei einer WM |
| 1962 | Chile         | Finale             | Brasilien                            | Vizeweltmeister | Rudolf Vytlačil | |
| 1966 | England       | nicht qualifiziert |                                      |                 |                 | In der Qualifikation an Portugal gescheitert |
| 1970 | Mexiko        | Vorrunde           | Brasilien, England, Rumänien         | 15.             | Jozef Marko     | |
| 1974 | Deutschland   | nicht qualifiziert |                                      |                 |                 | In der Qualifikation an Schottland gescheitert |
| 1978 | Argentinien   | nicht qualifiziert |                                      |                 |                 | In der Qualifikation an Schottland gescheitert |
| 1982 | Spanien       | Vorrunde           | Kuwait, England, Frankreich          | 19.             | Jozef Vengloš   | |
| 1986 | Mexiko        | nicht qualifiziert |                                      |                 |                 | In der Qualifikation an Deutschland und Portugal gescheitert |
| 1990 | Italien       | Viertelfinale      | Deutschland                          | 6.              | Jozef Vengloš   | |
| 1994 | USA           | nicht qualifiziert |                                      |                 |                 | In der Qualifikation an Rumänien und Belgien gescheitert |

## Teilnahmen an der Fußball-Europameisterschaft
Die tschechoslowakische Fußballnationalmannschaft nahm dreimal an der Endrunde der Europameisterschaft der Nationalmannschaften teil, wobei immer mindestens Platz 3 erreicht wurde. Als größter Erfolg gilt der Gewinn des Titels 1976 im Endspiel gegen Deutschland. Sechsmal konnte sich die Mannschaft nicht für die Endrunde der besten vier bzw. acht Mannschaften qualifizieren.
| Jahr | Gastgeberland  | Teilnahme bis …    | Letzte(r) Gegner | Ergebnis      | Bemerkungen und Besonderheiten                                                                                           |
| ---- | -------------- | ------------------ | ---------------- | ------------- | --- |
| 1960 | Frankreich     | Spiel um Platz 3   | Frankreich       | Dritter       | |
| 1964 | Spanien        | nicht qualifiziert |                  |               | In der Vorrunde an der DDR gescheitert, die sich auch nicht für die Endrunde qualifizieren konnte.                       |
| 1968 | Italien        | nicht qualifiziert |                  |               | In der Qualifikation an Titelverteidiger Spanien gescheitert, der sich auch nicht für die Endrunde qualifizieren konnte. |
| 1972 | Belgien        | nicht qualifiziert |                  |               | In der Qualifikation an Rumänien gescheitert, das sich auch nicht für die Endrunde qualifizieren konnte.                 |
| 1976 | Jugoslawien    | Finale             | Deutschland      | Europameister | Sieg im Elfmeterschießen; einziger Titelgewinn.                                                                          |
| 1980 | Italien        | Spiel um Platz 3   | Italien          | Dritter       | Sieg im Elfmeterschießen                                                                                                 |
| 1984 | Frankreich     | nicht qualifiziert |                  |               | In der Qualifikation an Rumänien gescheitert.                                                                            |
| 1988 | BR Deutschland | nicht qualifiziert |                  |               | In der Qualifikation an Dänemark gescheitert.                                                                            |
| 1992 | Schweden       | nicht qualifiziert |                  |               | In der Qualifikation an Frankreich gescheitert.                                                                          |

## Teilnahme an den Olympischen Sommerspielen für Amateurmannschaften (5-mal)

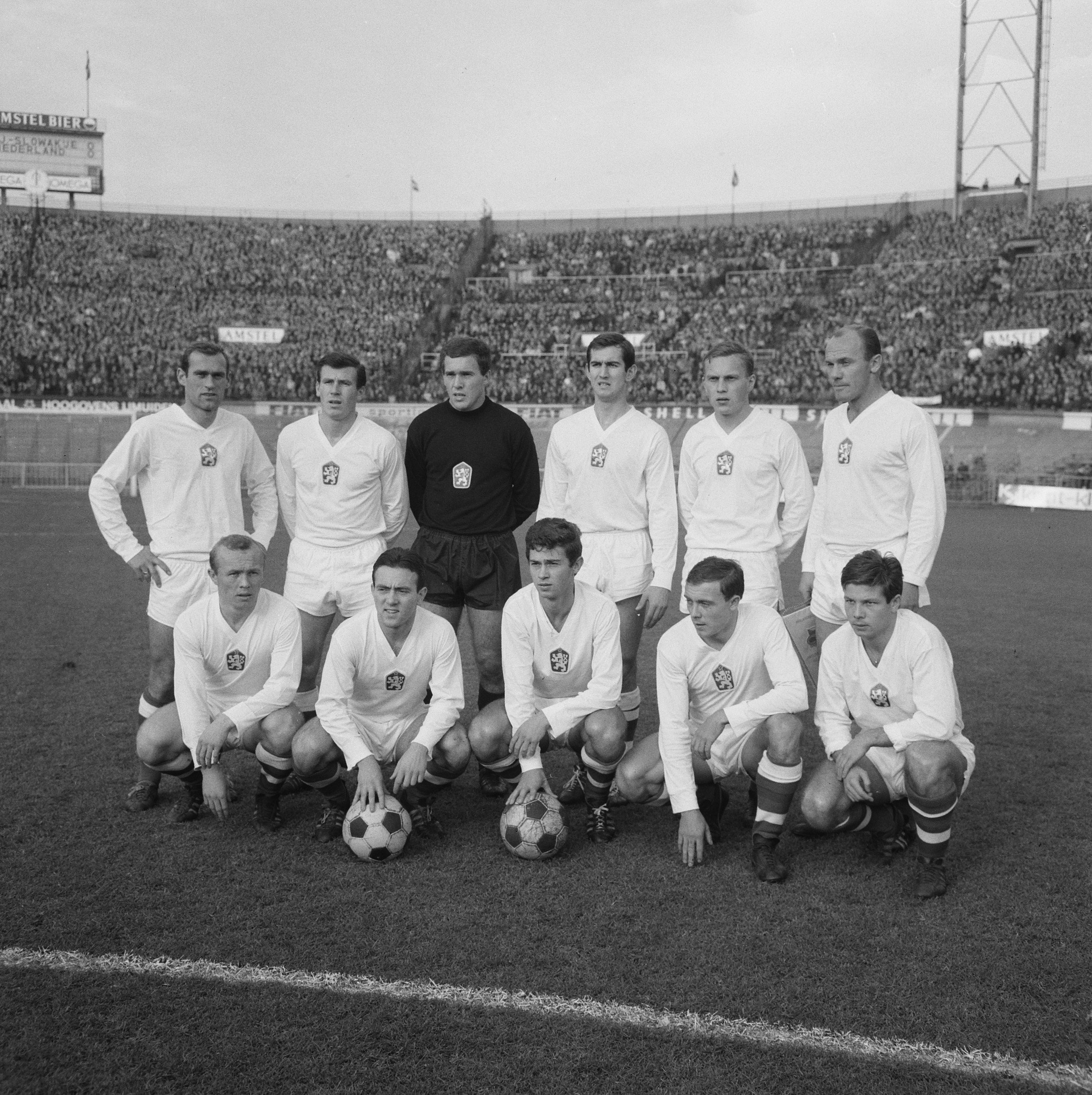
Tschechoslowakische Fußballnationalmannschaft im Jahr 1966.

Die Tschechoslowakei wurde letzter Olympiasieger eines Turniers, an dem nur Amateurmannschaften teilnehmen durften.
| 1908 in London       | nicht teilgenommen                         |
| 1912 in Stockholm    | nicht teilgenommen                         |
| 1920 in Antwerpen    | nach Abbruch des Endspiels disqualifiziert |
| 1924 in Paris        | Achtelfinale                               |
| 1928 in Amsterdam    | nicht teilgenommen                         |
| 1936 in Berlin       | nicht teilgenommen                         |
| 1948 in London       | nicht teilgenommen                         |
| 1952 in Helsinki     | nicht teilgenommen                         |
| 1956 in Melbourne    | nicht teilgenommen                         |
| 1960 in Rom          | nicht qualifiziert                         |
| 1964 in Tokio        | Zweiter                                    |
| 1968 in Mexiko-Stadt | Vorrunde                                   |
| 1972 in München      | nicht teilgenommen                         |
| 1976 in Montreal     | nicht qualifiziert                         |
| 1980 in Moskau       | Olympiasieger                              |

## Rekordspieler
Zdeněk Nehoda ist seit dem 29. April 1981 Rekordnationalspieler der ehemaligen Tschechoslowakei, der an dem Tag mit seinem 76. Länderspiel den Rekord von Ladislav Novák überbot und ihn auf 90 Spiele ausdehnte.
| Rang | Name               | Einsätze | Tore | Position   | Zeitraum  | WM-Spiele | EM-Spiele |
| ---- | ------------------ | -------- | ---- | ---------- | --------- | --------- | --------- |
| 01.  | Zdeněk Nehoda      | 90       | 31   | Angriff    | 1971–1987 | 3         | 6         |
| 02.  | Marián Masný       | 75       | 18   | Angriff    | 1974–1982 | 2         | 6         |
|      | Ladislav Novák     | 75       | 1    | Abwehr     | 1952–1966 | 12        | 2         |
| 04.  | František Plánička | 73       | 0    | Tor        | 1926–1938 | 6         | –         |
| 05.  | Karol Dobiaš       | 67       | 6    | Mittelfeld | 1967–1980 | 3         | 2         |
| 06.  | Josef Masopust     | 63       | 10   | Mittelfeld | 1954–1966 | 10        | 2         |
|      | Ivo Viktor         | 63       | 0    | Tor        | 1966–1977 | 2         | 2         |
| 08.  | Ján Popluhár       | 62       | 1    | Abwehr     | 1957–1967 | 9         | 2         |
| 09.  | Antonín Puč        | 60       | 34   | Angriff    | 1926–1938 | 5         | –         |
| 10.  | Antonín Panenka    | 59       | 17   | Mittelfeld | 1973–1982 | 2         | 6         |

### Rekordtorschützen
Antonín Puč ist seit dem 27. Mai 1934 Rekordtorschütze, als er mit seinem 29. Länderspieltor im WM-Spiel gegen Rumänien den Rekord von Josef Silný überbot, der ihn seinerseits am 5. Mai 1929 mit seinem 17. Tor als Rekordtorschütze abgelöst hatte.
| Rang | Name              | Tore | Einsätze | Quote | Zeitraum  | WM-Tore | EM-Tore |
| ---- | ----------------- | ---- | -------- | ----- | --------- | ------- | ------- |
| 01.  | Antonín Puč       | 34   | 60       | 0,57  | 1926–1938 | 2       | –       |
| 02.  | Zdeněk Nehoda     | 31   | 90       | 0,34  | 1971–1987 | 0       | 3       |
| 03.  | Oldřich Nejedlý   | 29   | 44       | 0,66  | 1931–1939 | 7       | –       |
| 04.  | Josef Silný       | 28   | 50       | 0,56  | 1925–1934 | 0       | –       |
| 05.  | Adolf Scherer     | 22   | 36       | 0,61  | 1958–1964 | 3       | 0       |
|      | František Svoboda | 22   | 43       | 0,51  | 1926–1937 | 1       | –       |
| 07.  | Marián Masný      | 18   | 75       | 0,43  | 1974–1982 | 0       | 0       |
| 08.  | Antonín Panenka   | 17   | 59       | 0,29  | 1973–1982 | 2       | 1       |
| 09.  | Tomáš Skuhravý    | 14   | 43       | 0,35  | 1985–1993 | 5       | 0       |
|      | Jozef Adamec      | 14   | 44       | 0,32  | 1960–1974 | 0       | 0       |

Quellen:

## Trainer
(Auswahl)
- Karel Bejbl
- Jaroslav Bezecný (1935–1937)
- Alexa Bokšay
- Karol Borhy
- Štefan Čambal
- Ferdinand Daučík (1948)
- Josef Fanta
- Evžen Hadamczik (1984)
- František Havránek
- Václav Ježek (1972–1978, 1993)
- Václav Jíra
- Ladislav Kačáni
- Karel Kolský
- Milan Máčala (1990–1993)
- Johnny Madden
- Jozef Marko
- Josef Masopust (1984–1987)
- Josef Meissner
- Bohumil Musil (1951–1952)
- Ladislav Novák
- Rudolf Pelikán
- Karel Petrů
- Antonín Rýgr (1954–1955, 1956–1957, 1970)
- Josef Tesař
- Jozef Vengloš (1978–1982, 1988–1990)
- Rudolf Vytlačil
- Ladislav Ženíšek

## Spieler
In Klammern: Zeitraum Länderspiele (nur bis 1993 – Ende der Tschechoslowakei)
- Jozef Barmoš (1977–1982)
- Josef Bican (1938–1949)
- Přemysl Bičovský (1970–1983)
- Jaroslav Burgr (1929–1938)
- Ján Čapkovič (1968–1974)
- Jozef Chovanec (1984–1992)
- Jan Fiala (1977–1987)
- Koloman Gögh (1974–1980)
- Ladislav Jurkemik (1974–1983)
- Miroslav Kadlec (1987–1993)
- Ivo Knoflíček (1983–1992)
- Ján Kozák (1976–1984)
- Luboš Kubík (1985–1993)
- Pavel Kuka (1990–1993)
- Ladislav Kuna (1966–1974)
- Andrej Kvašňák (1960–1970)
- Viliam Schrojf (1953–1965)
- Jozef Móder (1972–1976)
- Anton Ondruš (1974–1980)
- Ján Pivarník (1968–1977)
- Svatopluk Pluskal (1952–1965)
- Jaroslav Pollák (1968–1980)
- Tomáš Pospíchal (1956–1965)
- Jan Vaník (1920–1925)
- Ladislav Vízek (1977–1986)

## Länderspiele gegen deutschsprachige Mannschaften
- Länderspiele gegen Deutschland

1. 3. Juni 1934 in Rom (Italien)3:1 (1:0) WM-Halbfinale
2. 26. Mai 1935 in Dresden 1:2 (0:1)
3. 27. September 1936 in Prag 1:2 (1:0)
4. 2. April 1958 in Prag 3:2 (1:1)
5. 11. Juni 1958 in Helsingborg (Schweden) 2:2 (2:0) WM-Vorrunde
6. 29. April 1964 in Ludwigshafen 4:3 (3:1)
7. 28. März 1973 in Düsseldorf 0:3 (0:1)
8. 20. Juni 1976 in Belgrad (Jugoslawien) 7:5 n. E. (2:1, 2:2, 2:2) EM-Endspiel
9. 17. November 1976 in Hannover 0:2 (0:2)
10. 11. Oktober 1978 in Prag 3:4 (1:4)
11. 11. Juni 1980 in Rom (Italien) 0:1 (0:0) EM-Vorrunde
12. 14. April 1982 in Köln 1:2 (0:1)
13. 30. April 1985 in Prag 1:5 (0:4) WM-Qualifikation
14. 17. November 1985 in München 2:2 (0:1) WM-Qualifikation
15. 26. Mai 1990 in Düsseldorf 0:1 (0:1)
16. 1. Juli 1990 in Mailand (Italien) 0:1 (0:1) WM-Viertelfinale
17. 22. April 1992 in Prag 1:1 (1:1)

- Länderspiele gegen die Schweiz

1. 28. Mai 1924 in Paris 1:1 Olympia – Achtelfinale
2. 30. Mai 1924 in Paris 0:1 Olympia – Achtelfinale/Wiederholungsspiel
3. 5. Mai 1929 in Lausanne 4:1
4. 6. Oktober 1929 in Prag 5:0
5. 13. Juni 1931 in Prag 7:3
6. 17. April 1932 in Zürich 1:5
7. 31. Mai 1934 in Turin 3:2 WM – Viertelfinale
8. 14. Oktober 1934 in Genf 2:2
9. 17. März 1935 in Prag 3:1
10. 21. Februar 1937 in Prag 5:3
11. 3. April 1938 in Basel 0:4
12. 14. September 1946 in Prag 3:2
13. 10. Oktober 1948 in Basel 1:1
14. 20. September 1953 in Prag 5:0
15. 10. Mai 1956 in Genf 6:1
16. 20. September 1958 in Bratislava 2:1
17. 3. Mai 1967 in Basel 2:1
18. 24. September 1975 in Brno 1:1
19. 24. Mai 1977 in Basel 0:1
20. 26. März 1980 in Basel 0:2
21. 24. März 1981 in Bratislava 0:1
22. 7. September 1983 in Neuchatel 0:0
23. 27. März 1985 in Sion 0:2
24. 25. März 1987 in Bellinzona 2:1
25. 7. Juni 1989 in Bern 1:0 WM – Qualifikation
26. 25. Oktober 198- in Prag 1:1 WM – Qualifikation
27. 21. August 1991 in Prag 1:1

- Länderspiele gegen Luxemburg

1. 9. Mai 1970 in Luxemburg 1:0
2. 26. April 1972 in Pilsen 6:0
3. 1. Mai 1979 in Luxemburg 3:0 (EM-Qualifikation)
4. 24. November 1979 in Prag 4:0 (EM-Qualifikation)
5. 18. Oktober 1988 in Esch-sur-Alzette 2:0 (WM-Qualifikation)
6. 9. Mai 1989 in Prag 4:0 (WM-Qualifikation)

## Ende der tschechoslowakischen Fußballnationalmannschaft
Da die Tschechoslowakei sich zum Jahreswechsel 1992/93 in Tschechien und die Slowakei aufspaltete, existiert keine gemeinsame Nationalmannschaft mehr. Die beiden neuen Länder besitzen seit 1994 eigene Verbände.
Die Mannschaft der ČSFR begann 1992 die Qualifikationsrunde zur WM 1994, die letzten Spiele der erfolglosen Qualifikation wurden 1993 als Auswahl der Tschechen und Slowaken bestritten.